# Xadrez Verbal
Xadrez Verbal é um podcast brasileiro fundado em 2015. Apresentado pelos historiadores Filipe Figueiredo e Matias Pinto, é uma produção sobre política internacional e história. Ao longo dos seus anos de produção, consolidou-se como um dos podcasts brasileiros de maior audiência.

## História
O Xadrez Verbal Nasceu em 2013 como um blog pessoal de Filipe Figueiredo. Nele, Filipe escrevia sua perspectiva pessoal sobre política como uma forma de desestressar enquanto estudava para o concurso público para a carreira diplomática. O podcast foi lançado em 2015, por convite de Matias Pinto.
Suas temáticas são relacionadas a política nacional e internacional. É marcado também, por ter alguns episódios longos, de duração acima de 4 horas. Em 2019, de acordo com informações da Revista Veja, o podcast alcançava cerca de 70 mil downloads por episódio, o que lhe permitiu ser uma das produções do gênero de maior audiência do Brasil.
O Xadrez Verbal faz parte da produtora Central3, e é o podcast de maior audiência da história da empresa.
Entre 2019 a 2021, foi produzido um spin-off do programa chamado Repertório, focado em entrevistas.
Atualmente é formado também pela professora Vivian Almeida e jornalista e historiadora Sylvia Colombo. Entre os ex-apresentadores, estão Tupá Guerra e Atila Iamarino.
O episódio de #354 é o recordista de duração com 7h24min10seg.

## Desempenho
Xadrez Verbal esteve frequentemente entre os podcasts de maior audiência no Brasil. O podcast estreou na parada de Top Podcasts da Apple Podcasts em julho de 2015, alcançando o pico de posição #2 em 19 de julho de 2015. Com o passar dos anos, o podcast manteve-se nas paradas, alcançando novamente o pico de posição #2 em 21 de janeiro de 2019.
Em 2018, Xadrez Verbal foi o 12º podcast brasileiro de maior popularidade na plataforma Castbox.